# سيد نيلسون
سيد نيلسون (بالإنجليزية: Sid Nelson)‏ (1996 في المملكة المتحدة - ) هو لاعب كرة قدم بريطاني في مركز الدفاع. لعب مع نادي ميلوول.

## وصلات خارجية
- سيد نيلسون على موقع قاعدة بيانات كرة القدم.إي يو (الإنجليزية)
- سيد نيلسون على موقع Soccerbase.com (لاعب) (الإنجليزية)